# Gardenia (lied)
Gardenia is een nummer van de band Kyuss van hun cd Welcome to Sky Valley die werd uitgebracht in 1994. Het is de vierde single die is uitgebracht. Het is geschreven door drummer Brant Bjork.

## Single
- Gardenia - 6:53
- Un Sandpiper - 8:16
- Conan Troutman (Live At The Marquee-Club, Hamburg) - 2:18

## Bandleden
- John Garcia - Zang
- Josh Homme - Gitaar
- Scott Reeder - Basgitaar
- Brant Bjork - Drums
- Chris Goss - Producer en doet de intro in het nummer Un Sandpiper.
- Hutch - Producer (alle livenummers)